# Oxyopes travancoricola
Oxyopes travancoricola är en spindelart som beskrevs av Embrik Strand 1912. Oxyopes travancoricola ingår i släktet Oxyopes och familjen lospindlar. Inga underarter finns listade i Catalogue of Life.